# Оберлюнкгофен
Оберлюнкгофен (нім. Oberlunkhofen) — громада  в Швейцарії в кантоні Ааргау, округ Бремгартен.

## Географія
Громада розташована на відстані близько 85 км на північний схід від Берна, 27 км на схід від Аарау.
Оберлюнкгофен має площу 3,3 км², з яких на 17,7% дозволяється будівництво (житлове та будівництво доріг), 54,4% використовуються в сільськогосподарських цілях, 24,2% зайнято лісами, 3,7% не є продуктивними (річки, льодовики або гори).

## Демографія
2019 року в громаді мешкало 2035 осіб (+6,6% порівняно з 2010 роком), іноземців було 14,2%. Густота населення становила 626 осіб/км².
За віковим діапазоном населення розподілялося таким чином: 19,5% — особи молодші 20 років, 60,6% — особи у віці 20—64 років, 19,9% — особи у віці 65 років та старші. Було 895 помешкань (у середньому 2,3 особи в помешканні).
Із загальної кількості 461 працюючого 43 було зайнятих в первинному секторі, 86 — в обробній промисловості, 332 — в галузі послуг.